# 에어아란
에어아란(영어: Aer Arann)은 아일랜드의 지역 항공사로 주로 아일랜드에 취항하고 있다. 코크 공항, 더블린 공항, 새년 공항, 코네마라 공항이 허브 공항으로 1970년에 설립되어 주로 ATR 기종을 사용하고 있다.

## 보유 기종
- 2012년 8월 기준으로 에어아란 다음과 같은 기종을 보유하고 있으며 평균 기령은 15.4년이다.[2][3]

## 사진

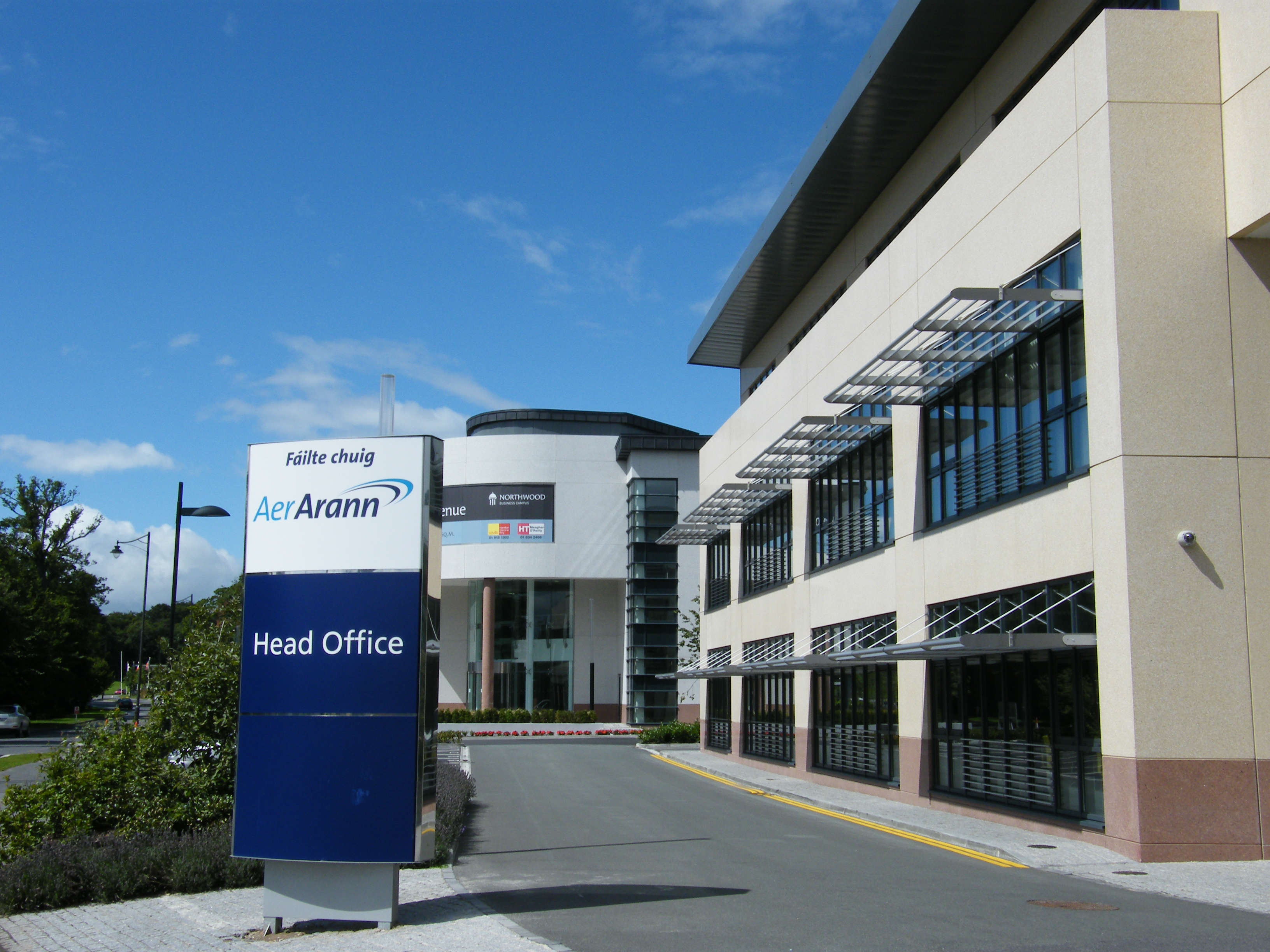
에어아란 더블린 본사
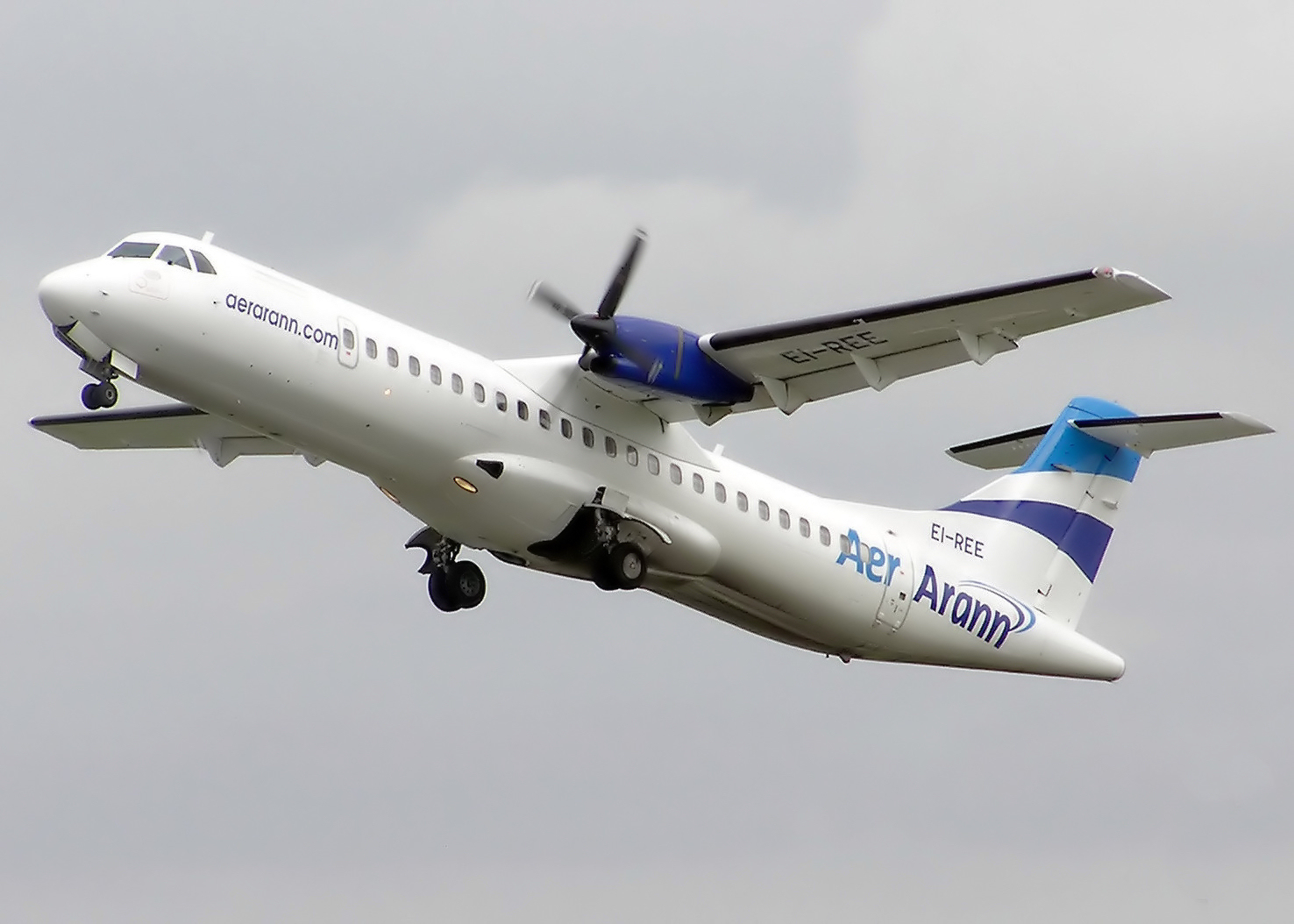
에어아란의 ATR 72
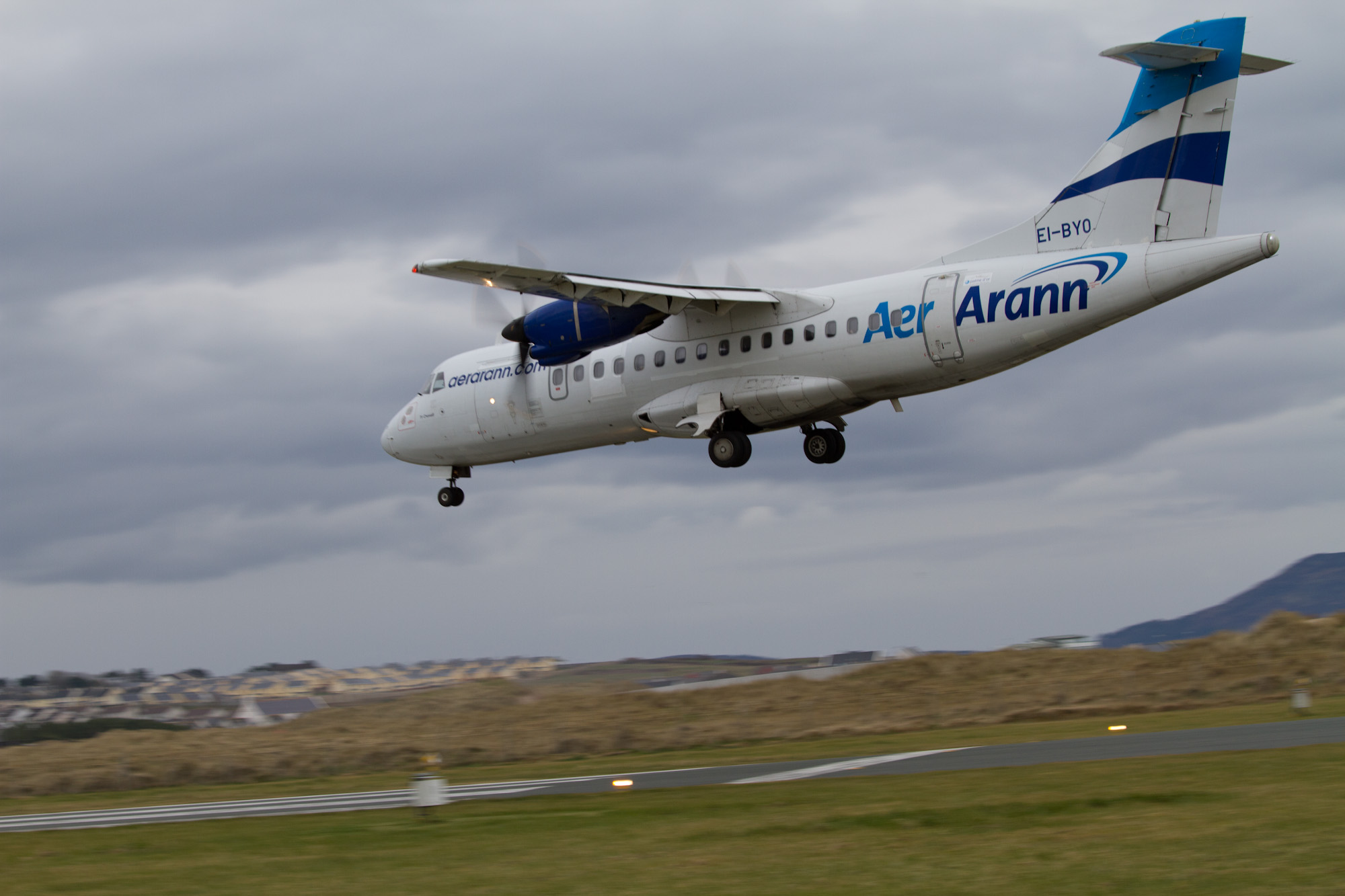
에어아란의 ATR 72